# The Flying Burrito Brothers
I Flying Burrito Brothers sono stati uno dei primi gruppi musicali di genere country rock. Sono conosciuti essenzialmente per il loro album musicale di debutto - The Gilded Palace of Sin - inciso nel 1969, che ha influenzato la musica rock statunitense del  decennio successivo.
Sebbene sia legato ai nomi di due dei suoi principali componenti - Gram Parsons e Chris Hillman, entrambi figure storiche della musica country e già attivi nei Byrds - il complesso ha visto alternarsi nelle sue file numerosi musicisti.

## Formazione originale (1968-1972)
I Flying Burrito Brothers furono fondati nel 1968 dagli ex membri dei The Byrds Gram Parsons & Chris Hillman, con l'inclusione del pianista e bassista Chris Ethridge e del suonatore di pedal steel guitar "Sneaky" Pete Kleinow. Il gruppo incise il proprio album di debutto intitolato The Gilded Palace of Sin senza l'apporto di un batterista fisso, anche se "Fast" Eddie Hoh e Jon Corneal suonarono entrambi occasionalmente insieme alla band durante i primi tempi. L'album contiene brani originali di Parsons e Hillman, e due cover di brani soul composti da Dan Penn e Chips Moman. Successivamente il gruppo assunse in formazione un batterista a tempo pieno ingaggiando un altro ex membro dei Byrds, Michael Clarke.
Nonostante fosse stato acclamato dalla critica, The Gilded Palace of Sin non vendette molte copie rivelandosi un insuccesso commerciale. Ethridge uscì dal gruppo alla metà del 1969, e Hillman si spostò al basso e la band assunse il cantante e chitarrista Bernie Leadon. Il gruppo si esibì nel corso del famigerato Altamont Free Concert nel dicembre 1969, e, come documentato nel film Gimme Shelter, la band era sul palco quando iniziarono i disordini tra il pubblico.
A causa dei primi disaccordi tra Gram Parsons e Hillman, il successivo album della band, Burrito Deluxe, includeva solo poche collaborazioni tra i due. Parsons lasciò il gruppo nel 1970, venendo sostituito da Rick Roberts, e la nuova line-up pubblicò l'omonimo terzo album, The Flying Burrito Bros, nel 1971. Poco dopo anche Kleinow se ne andò per diventare un session man, e Leadon lasciò i Burritos per dare vita agli Eagles. Al Perkins e Kenny Wertz li sostituirono, e Roger Bush e Byron Berline parteciparono come ospiti durante le esibizioni dal vivo, pubblicando nel 1972 un album live con la band, Last of the Red Hot Burritos.
Il gruppo originale si sciolse quando l'ultimo membro fondatore, Chris Hillman, portò via Perkins con lui per unirsi ai Manassas. Berline, Bush e Wertz continuarono con la loro band, i Country Gazette. Roberts mise frettolosamente insieme una versione spuria dei Flying Burrito Brothers per adempiere a degli obblighi contrattuali inerenti concerti europei del 1973, per poi iniziare una carriera solista prima di formare i Firefall con Michael Clarke.

## Successive configurazioni
Mano a mano che l'interesse per la figura artistica di Gram Parsons cresceva, lo stesso poté dirsi per i Flying Burrito Brothers. Questa ritrovata popolarità portò alla pubblicazione dell'album Close Up the Honky Tonks nel 1974, una compilation su doppio LP di varie tracce prese dagli album, B-side, e outtakes, a cui fece seguito la ricostituzione della band per mano di Kleinow ed Ethridge nel 1975. Floyd "Gib" Gilbeau, Joel Scott Hill, e Gene Parsons (nessuna parentela con Gram) si unirono anch'essi al gruppo, e la nuova incarnazione dei Burritos pubblicò l'album Flying Again nello stesso anno. Quindi Ethridge venne rimpiazzato da Skip Battin per l'incisione di Airborne del '76, seguito da un altro album di materiale precedentemente inedito, Sleepless Nights. Nel corso dei decenni successivi, il gruppo continuò incessantemente a pubblicare dischi e a fare tour. Nel 1980 il gruppo, rinominatosi Burrito Brothers senza il "Flying" iniziale, ebbe anche una hit con una cover del brano country White Line Fever di Merle Haggard.

## Formazione

### Formazione classica
- Chris Hillman - voce, chitarra, basso (1968-1972)
- Sneaky Pete Kleinow - voce, chitarra (1968-1973; 1974-1981; 1984-1999; morto nel 2007)
- Al Perkins - voce, chitarra (1970-1972)
- Chris Ethridge - tastiera, basso, chitarra, (1968-1971; 1974-1976; 1993; morto nel 2012)
- Michael Clarke - batteria  (1969-1972; morto nel 1993)

### Altri ex membri principali
- Gram Parsons - voce, chitarra (1968-1970; morto nel 1973)
- Eddie Hoh - batteria (1968-1969; morto nel 2015)
- Bernie Leadon - chitarra (1969-1970)
- Rick Roberts - voce, chitarra (1971-1972)
- Byron Berline - violino (1972-1973; morto nel 2021)
- Gib Guilbeau - voce, chitarra (1974-1984; 1987-1997; morto nel 2016)
- Gene Parsons - batteria (1974-1976; 1978-1979)
- Mickey McGee - batteria (1977-1978)
- Skip Battin - basso (1978-1980; 1984-1986; morto nel 2003)
- Bobby Cochran - chitarra (1977-1978)

## Discografia

### Studio
- The Gilded Palace of Sin (1969)
- Burrito Deluxe (1970)
- The Flying Burrito Bros (1971)
- Flying Again (1975)
- Airborne (1976)
- Hearts on the Line (1981)
- Sunset Sundown (1982)
- Eye of a Hurricane (1994)
- California Jukebox (1997)
- Honky Tonkin' aka Sons of the Golden West (1999)

### Live
- Last of the Red Hot Burritos (1972)
- Sin City (1976) pubblicato su CD nel 1992
- Flying Burrito Brothers '76 (1976)
- From Another Time (1976)
- Close Encounters to the West Coast (1978)
- Live from Tokyo (1979)
- Hollywood Nights 1979-82 (1983)
- Cabin Fever (1985)
- Live from Europe (1986)
- Gram Parsons Archives Vol.1: Live at the Avalon Ballroom 1969 (2007)
- Authorized Bootleg: Fillmore East, NY, NY Late Show 11/07/70 (2011)

### Compilation
- Honky Tonk Heaven (1973) doppio LP pubblicato solo in Olanda
- Close Up the Honky Tonks (1974)
- Sleepless Nights (1976)
- Farther Along: The Best of the Flying Burrito Brothers (A&M) (1988)
- Best of the Flying Burrito Brothers (Relix Records) (1995)
- Out of the Blue (1996)
- The Gilded Palace of Sin & Burrito Deluxe (A&M) (1997)
- Hot Burritos! The Flying Burrito Brothers Anthology 1969–1971 (1971)
- Sin City: The Very Best of the Flying Burrito Brothers (2002)